# 부경 (신)
부경(傅勁, ? ~ ?)은 신나라의 제후로, 후수군 온현(溫縣) 사람이다. 전한의 대사마 부희의 아들이다.

## 행적
시건국 2년(10년), 부희의 뒤를 이어 고무후(高武侯)에 봉해졌다.
지황 4년(23년), 신나라가 멸망하여 작위가 끊겼다.

## 출전
- 반고, 《한서》 권18 외척은택후표·권82 왕상사단부희전

| 선대 아버지 고무정후 부희 | 신의 고무후 10년 ~ 23년 | 후대 (신 멸망) |